# Al Jafariyah (huyện)
Huyện Al Jafariyah là một huyện thuộc tỉnh Raymah, Yemen. Đến thời điểm năm 2003, huyện này có dân số 69705 người